# 箕舌线

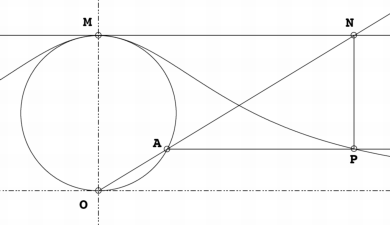
箕舌线

箕舌线是平面曲线的一种，也被稱為阿涅西的女巫（英語：The Witch of Agnesi）。
给定一个圆和圆上的一点O。对于圆上的任何其它点A，作割线OA。设M是O的对称点。OA与M的切线相交于N。过N且与OM平行的直线，与过A且与OM垂直的直线相交于P。则P的轨迹就是箕舌线。
箕舌线有一条渐近线，它是上述給定圓过O點的切线。

## 方程

设O是原点，M在正的y轴上。假设圆的半径是a。
则曲线的方程为
{\displaystyle y={\frac {8a^{3}}{x^{2}+4a^{2}}}}。
注意如果a=1/2，则曲线化为最简单的形式：
{\displaystyle y={\frac {1}{x^{2}+1}}.}
如果{\displaystyle \theta \,}是OM与OA的夹角，则曲线的参数方程为：
{\displaystyle x=2a\tan \theta ,\ y=2a\cos ^{2}\theta .\,}
如果{\displaystyle \theta \,}是OA与x轴的夹角，则曲线的参数方程为：
{\displaystyle x=2a\cot \theta ,\ y=2a\sin ^{2}\theta .\,}

## 性质

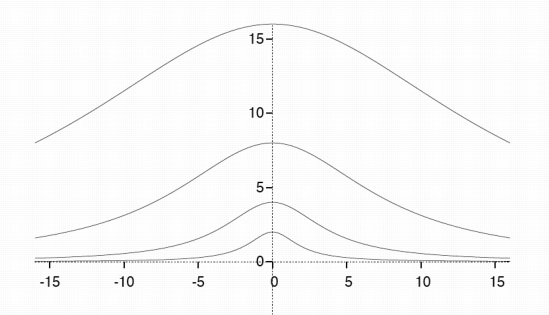
參數a分別為1,2,4,8時的箕舌线

- 箕舌线与渐近线之间的面积是圆面积的四倍（也就是{\displaystyle 4\pi a^{2}}）。
- 箕舌线绕着渐近线旋转，则旋转体的体积为{\displaystyle 4\pi ^{2}a^{3}}。
- 曲线的重心位于{\displaystyle (0,{\frac {a}{2}})}。

## 歷史
皮埃爾·德·費馬曾在1630年研究這條曲線。1703年時格蘭迪提出了建構這條曲線的方法。1718年時格蘭迪建議將這條曲線命名為versoria，意思是張帆的繩子，並將這條曲線的義大利文名稱命名為versiera
1748年時瑪利亞·阿涅西出版了著名的著作《Instituzioni analitiche ad uso della gioventù italiana》，其中箕舌线仍沿用格蘭迪取的名稱versiera，一恰好當時的義大利文Aversiera/Versiera是衍生自拉丁文的Adversarius，是魔鬼的一個稱呼「與神為敵的」，和女巫是同義詞。也許因為這個原因，劍橋教授 约翰·科尔森就誤譯了這條曲線。許多近代有關阿涅西及此曲線的著作對於誤譯的原因有些不同的猜測斯特洛伊克認為：
versiera這個字是衍生自拉丁文的vertere，但後者也是義大利文avversiera（女魔鬼）的縮寫。英格蘭有些聰敏者將之翻譯成女巫（英語：witch），而這好笑的雙關語仍存於多數的英文教材裡。在費馬的著作（Oeuvres, I, 279-280; III, 233-234）就已經出現這條曲線，其名稱versiera是格蘭迪取的，在牛頓的曲線分類中，它是第63類……第一個使用女巫來描述這條曲線的可能是威廉森在1875年的《Integral calculus》中首次使用
另一方面，史蒂芬·史蒂格勒認為是格蘭迪自己在玩文字遊戲。

## 應用

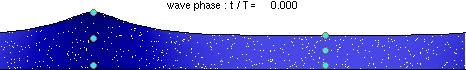
單一水波的截面類似箕舌线

箕舌线除了其理論的性質外．也常出現在現實生活中．不過這次應用是在20世紀末期及21世紀才有足夠的了解。在為一些物體現象建立數學模型時，會出現箕舌线。
此方程式近似光线及X光的譜線分佈，也是共振電路中的能量耗散量。
箕舌线和柯西分布的機率密度函數有相同的形式。
光滑小山岳的截面也類似箕舌线。在數學建模中已用箕舌线作為一種流場的障礙物。